# Alfred Sudre
Pour les articles homonymes, voir Sudre.
Théodore Rose Léon Alfred Sudre (né à Paris le 5 février 1820 et mort à Neuilly-sur-Seine, 14 septembre 1898) est un économiste et écrivain français. 

## Biographie
Il est entre autres l'auteur de l'ouvrage Histoire du communisme ou Réfutation historique des utopies socialistes, ouvrage publié dans le contexte du printemps des peuples, et qui entend dénoncer le communisme, compris dans son sens originel de société où la propriété privée n'existerait plus. 

## Œuvres
- Histoire du communisme ou Réfutation historique des utopies socialistes, Paris, Victor Lecou, 1848  (prix Montyon de l'Académie française en mai 1849). Réédition : Histoire du communisme avant Marx, Paris, Éditions du Trident, 2010  (ISBN 978-2-84880-036-3).
- Lettre de Alfred Sudre à Messieurs les Conservateurs de la Bibliothèque Nationale, 9 octobre 1852, 1852.
- Histoire de la souveraineté ou Tableau des institutions et des doctrines politiques comparées, Paris, Victor Lecou, 1854.
- D'une nouvelle philosophie de l'histoire. La doctrine des races, in Revue européenne 15 août, 1er et 15 septembre 1859.
- Des origines de la vie et de la distinction des espèces dans l'ordre animé, in Revue européenne 1er août 1860.
- Études sur la circulation et les banques, Paris, Garnier Frères, 1865.
- Scrutator, Qui est responsable de la guerre ? Traduit de l'anglais avec une introduction par M. Alfred Sudre, Paris, J. Dumaine, 1871.
- Le libre-échange et la dépopulation de la France, Paris, Garnier Frères, 1879.
- Petites causes et grands effets. Le secret de 1812, Paris, à la direction du "Spectateur militaire", 1887.